# Ассоциация христианских университетов и колледжей Азии
Ассоциация христианских университетов и колледжей Азии (англ. Association of Christian Universities and Colleges in Asia, ACUCA) объединяет христианские высшие учебные заведения действующие в Азии, посвящённые христианскому свидетельству и служению в области образования. Она состоит из шестидесяти университетов и колледжей: тринадцать в Индонезии, двенадцать в Японии, десять на Филиппинах, девять на Тайване, семь в Корее, четыре в Таиланде, три в Гонконге и два в Индии.
Президентом ACUCA является доктор Сомпан Вонгди, президент Университета Пайяп в Таиланде.

## История
Начиная с 1960-х годов под эгидой Объединённого совета христианского высшего образования в Азии (англ. United Board for Christian Higher Education in Asia) ежегодно проводились конференции президентов азиатских христианских университетов и колледжей. На 12-й конференции президентов в Тайбэе в апреле 1975 года была высказана идея создать организацию, которая объединила бы христианские высшие учебные заведения Азии. Была проведена серия встреч и консультаций, в частности с членами Всеиндийской ассоциации христианского высшего образования и развития. К январю 1976 года был подготовлен окончательный проект устава новой организации.
6—9 декабря 1976 года в Маниле состоялась учредительная конференция Ассоциации христианских университетов и колледжей в Азии, в которой приняли участие представители 22 учебных заведений, а также Всеиндийской ассоциации христианского высшего образования и Христианской конференции Азии. Президентом новой организации стал президент Гонконгского баптистского колледжа доктор Дэниел Тсе,, Генеральным секретарём — доктор Виктор Ордоньесиз Университета де ла Салль (Филиппины).

## Участники

### Индонезия
- Католический университет Атма Джая в Индонезии[англ.] (англ. Atma Jaya Catholic University of Indonesia)
- Университет Атма Джая в Джокьякарте[англ.] (англ. Atma Jaya University, Yogyakarta)
- Университет Дхьяна Пура (англ. Dhyana Pura University)
- Христианский университет Дута Вакана[англ.] (англ. Duta Wacana Christian University)
- Христианский университет Крида Вакана[англ.] (англ. Krida Wacana Christian University)
- Христианский университет Маранатха[англ.] (англ. Maranatha Christian University)
- Католический университет Парахьянган[англ.] (англ. Parahyangan Catholic University)
- Университет Пелита Харапан[англ.] (англ. Pelita Harapan University)
- Христианский университет Петра[англ.] (англ. Petra Christian University)
- Университет Саната Дхарма[англ.] (англ. Sanata Dharma University)
- Христианский университет Сатья Вакана[англ.] (англ. Satya Wacana Christian University)
- Католический университет Сугияпраната[англ.] (англ. Soegijapranata Catholic University)
- HKBP Nommensen University[англ.] (англ. HKBP Nommensen University)

### Япония
- Университет Аояма Гакуин (англ. Aoyama Gakuin University)
- Университет Досися[англ.] (англ. Doshisha University)
- Женский университет Хиросимы[англ.] (англ. Hiroshima Jogakuin University)
- Международный христианский университет[англ.] (англ. International Christian University)
- Университет Кансэй Гакуин[англ.] (англ. Kwansei Gakuin University)
- Университет Мэйдзи Гакуин (англ. Meiji Gakuin University)
- Университет Момояма Гакуин[англ.] (англ. Momoyama Gakuin University)
- Университет Нанзан[англ.] (англ. Nanzan University)
- Университет Жана Фредерика Оберлена[англ.] (англ. J. F. Oberlin University)
- Женский университет Осака[англ.] (англ. Osaka Jogakuin University)
- Университет Сэйнан Гакуин[англ.] (англ. Seinan Gakuin University)
- Университет Софии (англ. Sophia University)

### Филиппины
- Университет Атенео-де-Манила (англ. Ateneo de Manila University)
- Центральный филиппинский университет[англ.] (англ. Central Philippine University)
- Университет де ла Салль[англ.] (англ. De La Salle University)
- Университет де ла Салль в Дасмариньяс[англ.] (англ. De La Salle University – Dasmariñas)
- Филиппино-американский христианский университет[англ.] (англ. Filamer Christian University)
- Колледж Мириам[англ.] (англ. Miriam College)
- Христианский университет Филиппин[англ.] (англ. Philippine Christian University)
- Университет Силлиман[англ.] (англ. Silliman University)
- Филиппинский университет Святого Павла[англ.] (англ. St. Paul University Philippines)
- Университет Троицы в Азии[англ.] (англ. Trinity University of Asia)

### Тайвань
- Университет Алетейя[англ.] (англ. Aletheia University)
- Христианский университет Чжан Юн[англ.] (англ. Chang Jung Christian University)
- Христианский университет Чунг Юань[англ.] (англ. Chung Yuan Christian University)
- Католический университет Фужэнь (англ. Fu Jen Catholic University)
- Университет Провиденс[англ.] (англ. Providence University)
- Университет Сучжоу[англ.] (англ. Soochow University)
- Университет святого Иоанна[англ.] (англ. St. John's University)
- Университет Туньгхай (англ. Tunghai University)
- Урсулинский университет иностранных языков Венцзао[англ.] (англ. Wenzao Ursuline University of Languages)

### Южная Корея
- Женский университет Ихва (англ. Ewha Womans University)
- Глобальный университет Хандон[англ.] (англ. Handong Global University)
- Университет Ханнам[англ.] (англ. Hannam University)
- Университет Кемён (англ. Keimyung University)
- Университет Согён[англ.] (англ. Sogang University)
- Университет Сунгсиль[англ.] (англ. Soongsil University)
- Университет Ёнсе (англ. Yonsei University)

### Таиланд
- Азиатско-Тихоокеанский международный университет[англ.] (англ. Asia-Pacific International University)
- Университет Ассумптион[англ.] (англ. Assumption University)
- Христианский университет Таиланда (англ. Christian University of Thailand)
- Университет Пайяп[англ.] (англ. Payap University)

### Гонконг
- Колледж Чжун Чи[англ.] (англ. Chung Chi College) при Китайском университете Гонконга
- Баптистский университет Гонконга (англ. Hong Kong Baptist University)
- Университет Линнань (англ. Lingnan University)

### Индия
- Университет Христа[англ.] (англ. Christ University)
- Женский колледж Доак[англ.] (англ. Lady Doak College)

## Руководство[1]
- Президент — доктор Сомпан Вонгди, президент Университета Пайяп (Таиланд).
- Вице-президент — доктор Бен С. Малаянг III, Университет Силлиман (Филиппины).
- Генеральный секретарь — доктор Эстер Уэйкман, Университет Пайяп (Таиланд).
- Казначей — профессор Роланд Т. Чин, Баптистский университет Гонконга.